# Station Kijewo
Station Kijewo was een spoorwegstation in de Poolse plaats Kijewo. In 1999 is het treinverkeer gestaakt.